# مايكل بيل (لاعب كريكت)
مايكل بيل (19 ديسمبر 1966 - ) (بالإنجليزية: Michael Bell)‏ هو لاعب كريكت بريطاني.